# يورغن فان دن جوربيرغ
يورغن فان دن جوربيرغ (بالهولندية: Jurgen van den Goorbergh)‏ هو متسابق دراجات نارية هولندي. نافس في سباقات بطولة العالم لفئة 500 سي سي ولفئة 250 سي سي ولفئة 50 سي سي. كما شارك في بطولة العالم للسوبربايك وبطولة العالم للسوبرسبورت وبطولة العالم للموتو جي بي.

## روابط خارجية
- يورغن فان دن جوربيرغ على موقع MotoGP.com (الإنجليزية)
- يورغن فان دن جوربيرغ على موقع WorldSBK.com (الإنجليزية)